# Carlos Daniel Aimar
Carlos Aimar (Corral de Bustos, província de Córdoba (Argentina), 21 de juliol de 1950) és un exfutbolista, conegut com "el Cai" i entrenador de futbol argentí.

## Com a futbolista
Aimar va començar com a jugador de l'Sporting Club. El 1970, quan tenia 19 anys, el seu equip va jugar un partit contra Rosario Central després d'haver guanyat la lliga on participaven. Allà, Carlos Timoteo Griguol, entrenador de divisions inferiors, li va aconseguir una prova al club de Rosario. Va aconseguir quedar seleccionat, i va començar a jugar a la quarta divisió. La seva posició com a futbolista era volant dretà, i es caracteritzava per ser un jugador ràpid.
El 1971 Juan Jose Gómez, que aleshores era tècnic interí de Central, ho va fer debutar a la primera divisió el 16 de maig al Campeonato Metropolitano d'aquell any, amb derrota davant d'Estudiantes de La Plata. Amb els de Rosario va guanyar el Campionat Nacional de 1971 i el de 1973. A més va ser subcampió del Metropolità 1974 i del Nacional 1974.
Va romandre a aquest club durant vuit campanyes, fins que el 1978 marxa al San Lorenzo de Almagro, dirigit llavors per Carlos Bilardo. Però, als sis mesos d'incorporar-se, es veu obligat a retirar-se a causa d'una artrosi de maluc.
En el seu palmarés hi consten els Campionats Nacionals de l'Argentina de 1971 i de 1973.

## Com a entrenador
La trajectòria d'Aimar a la banqueta s'ha alternat entre les competicions argentina i espanyola Després de dirigir les categories inferiors del Ferro Carril Oeste, el 1988 dona el salt com a professional amb el Deportivo Español. D'ací creua l'Atlàntic i es fa càrrec del CD Logroñés, de la Primera Divisió espanyola, on conjunt modest que esdevé la sorpresa de la temporada.
De nou al seu país, guanya la Supercopa Sudamericana i la Recopa Sudamerica amb Boca Juniors. Posteriorment fitxa pel seu club de jugador, el Rosario Central. En 1992 retorna al CD Logroñés, al qual manté dues campanyes a la màxima categoria. Continua a la competició espanyola tot entrenant a Celta de Vigo, CD Logroñés de nou, i CD Tenerife, amb un parèntesi a San Lorenzo de Almagro.
El 2001 retorna al seu país, a les files del CA Lanús, i a l'any següent marxa un altre cop a l'Estat espanyol, ara al CD Leganés. El conjunt madrileny, de Segona Divisió, havia estat adquirit per l'empresari de l'espectacle argentí Daniel Grinbank, qui havia dut jugadors compatriotes seus i fitxat a Aimar per la seua experiència a Espanya. Però, a mitja temporada, Grinbank abandona el club, i tot seguit dimiteix l'entrenador. Després d'un temps retirat, Aimar torna durant unes setmanes al Quilmes Atlético Club el 2005.

## Curiositats
- A banda de jugador i entrenador, Carlos Aimar ha desenvolupat la seua tasca esportiva com a Subsecretari d'Esports de la província de Santa Fe, i com a comentarista esportiu a Fox Sports.
- Va ser el darrer entrenador que va dirigir a primera divisió al desaparegut conjunt del CD Logroñés. També, amb 91 partits, ha estat el tècnic amb més partits dels riojans a la màxima categoria.